# Dante H. Rizzetti
Dante Horatio Rizzetti (Cotagaita, 16 agosto 1913 – Marcelino Escalada, 4 gennaio 1984) è stato un compositore di scacchi argentino.
Terzo di quattro fratelli, era figlio del capostazione di Cotagaita. Dopo il pensionamento suo padre si trasferì a San Justo con la famiglia e aprì un negozio di orologeria. Dante lo affiancò nella gestione del negozio. Nel 1957 Dante Horatio si trasferì nella vicina località di Marcelino Escalada nel Dipartimento di San Justo della Provincia di Santa Fe, dove suo fratello maggiore Romeo era parroco, e vi rimase per il resto della vita.
Era un compositore legato ai canoni classici della problemistica, ma fu tra i primi in Argentina a dedicarsi anche a generi non ortodossi, tra cui l'aiutomatto. Partecipò a molti concorsi internazionali ed ottenne numerosi premi e riconoscimenti.
Era appassionato anche di poesia e vinse un secondo premio in un concorso organizzato da un circolo culturale di San Francisco, capoluogo del Dipartimento di San Justo.
Tre suoi problemi:
|   | a | b | c | d | e | f | g | h |   |
| 8 | b7 donna del nero · d7 pedone del nero · a6 alfiere del nero · e6 pedone del nero · f6 pedone del nero · g6 re del bianco · h5 torre del bianco · a4 torre del bianco · c4 pedone del nero · e4 pedone del nero · f4 re del nero · h4 pedone del nero · g3 pedone del nero · h3 pedone del bianco · d2 pedone del bianco · e2 pedone del nero · f2 pedone del bianco · g2 donna del bianco · e1 cavallo del bianco | b7 donna del nero · d7 pedone del nero · a6 alfiere del nero · e6 pedone del nero · f6 pedone del nero · g6 re del bianco · h5 torre del bianco · a4 torre del bianco · c4 pedone del nero · e4 pedone del nero · f4 re del nero · h4 pedone del nero · g3 pedone del nero · h3 pedone del bianco · d2 pedone del bianco · e2 pedone del nero · f2 pedone del bianco · g2 donna del bianco · e1 cavallo del bianco | b7 donna del nero · d7 pedone del nero · a6 alfiere del nero · e6 pedone del nero · f6 pedone del nero · g6 re del bianco · h5 torre del bianco · a4 torre del bianco · c4 pedone del nero · e4 pedone del nero · f4 re del nero · h4 pedone del nero · g3 pedone del nero · h3 pedone del bianco · d2 pedone del bianco · e2 pedone del nero · f2 pedone del bianco · g2 donna del bianco · e1 cavallo del bianco | b7 donna del nero · d7 pedone del nero · a6 alfiere del nero · e6 pedone del nero · f6 pedone del nero · g6 re del bianco · h5 torre del bianco · a4 torre del bianco · c4 pedone del nero · e4 pedone del nero · f4 re del nero · h4 pedone del nero · g3 pedone del nero · h3 pedone del bianco · d2 pedone del bianco · e2 pedone del nero · f2 pedone del bianco · g2 donna del bianco · e1 cavallo del bianco | b7 donna del nero · d7 pedone del nero · a6 alfiere del nero · e6 pedone del nero · f6 pedone del nero · g6 re del bianco · h5 torre del bianco · a4 torre del bianco · c4 pedone del nero · e4 pedone del nero · f4 re del nero · h4 pedone del nero · g3 pedone del nero · h3 pedone del bianco · d2 pedone del bianco · e2 pedone del nero · f2 pedone del bianco · g2 donna del bianco · e1 cavallo del bianco | b7 donna del nero · d7 pedone del nero · a6 alfiere del nero · e6 pedone del nero · f6 pedone del nero · g6 re del bianco · h5 torre del bianco · a4 torre del bianco · c4 pedone del nero · e4 pedone del nero · f4 re del nero · h4 pedone del nero · g3 pedone del nero · h3 pedone del bianco · d2 pedone del bianco · e2 pedone del nero · f2 pedone del bianco · g2 donna del bianco · e1 cavallo del bianco | b7 donna del nero · d7 pedone del nero · a6 alfiere del nero · e6 pedone del nero · f6 pedone del nero · g6 re del bianco · h5 torre del bianco · a4 torre del bianco · c4 pedone del nero · e4 pedone del nero · f4 re del nero · h4 pedone del nero · g3 pedone del nero · h3 pedone del bianco · d2 pedone del bianco · e2 pedone del nero · f2 pedone del bianco · g2 donna del bianco · e1 cavallo del bianco | b7 donna del nero · d7 pedone del nero · a6 alfiere del nero · e6 pedone del nero · f6 pedone del nero · g6 re del bianco · h5 torre del bianco · a4 torre del bianco · c4 pedone del nero · e4 pedone del nero · f4 re del nero · h4 pedone del nero · g3 pedone del nero · h3 pedone del bianco · d2 pedone del bianco · e2 pedone del nero · f2 pedone del bianco · g2 donna del bianco · e1 cavallo del bianco | 8 |
| 7 | b7 donna del nero · d7 pedone del nero · a6 alfiere del nero · e6 pedone del nero · f6 pedone del nero · g6 re del bianco · h5 torre del bianco · a4 torre del bianco · c4 pedone del nero · e4 pedone del nero · f4 re del nero · h4 pedone del nero · g3 pedone del nero · h3 pedone del bianco · d2 pedone del bianco · e2 pedone del nero · f2 pedone del bianco · g2 donna del bianco · e1 cavallo del bianco | b7 donna del nero · d7 pedone del nero · a6 alfiere del nero · e6 pedone del nero · f6 pedone del nero · g6 re del bianco · h5 torre del bianco · a4 torre del bianco · c4 pedone del nero · e4 pedone del nero · f4 re del nero · h4 pedone del nero · g3 pedone del nero · h3 pedone del bianco · d2 pedone del bianco · e2 pedone del nero · f2 pedone del bianco · g2 donna del bianco · e1 cavallo del bianco | b7 donna del nero · d7 pedone del nero · a6 alfiere del nero · e6 pedone del nero · f6 pedone del nero · g6 re del bianco · h5 torre del bianco · a4 torre del bianco · c4 pedone del nero · e4 pedone del nero · f4 re del nero · h4 pedone del nero · g3 pedone del nero · h3 pedone del bianco · d2 pedone del bianco · e2 pedone del nero · f2 pedone del bianco · g2 donna del bianco · e1 cavallo del bianco | b7 donna del nero · d7 pedone del nero · a6 alfiere del nero · e6 pedone del nero · f6 pedone del nero · g6 re del bianco · h5 torre del bianco · a4 torre del bianco · c4 pedone del nero · e4 pedone del nero · f4 re del nero · h4 pedone del nero · g3 pedone del nero · h3 pedone del bianco · d2 pedone del bianco · e2 pedone del nero · f2 pedone del bianco · g2 donna del bianco · e1 cavallo del bianco | b7 donna del nero · d7 pedone del nero · a6 alfiere del nero · e6 pedone del nero · f6 pedone del nero · g6 re del bianco · h5 torre del bianco · a4 torre del bianco · c4 pedone del nero · e4 pedone del nero · f4 re del nero · h4 pedone del nero · g3 pedone del nero · h3 pedone del bianco · d2 pedone del bianco · e2 pedone del nero · f2 pedone del bianco · g2 donna del bianco · e1 cavallo del bianco | b7 donna del nero · d7 pedone del nero · a6 alfiere del nero · e6 pedone del nero · f6 pedone del nero · g6 re del bianco · h5 torre del bianco · a4 torre del bianco · c4 pedone del nero · e4 pedone del nero · f4 re del nero · h4 pedone del nero · g3 pedone del nero · h3 pedone del bianco · d2 pedone del bianco · e2 pedone del nero · f2 pedone del bianco · g2 donna del bianco · e1 cavallo del bianco | b7 donna del nero · d7 pedone del nero · a6 alfiere del nero · e6 pedone del nero · f6 pedone del nero · g6 re del bianco · h5 torre del bianco · a4 torre del bianco · c4 pedone del nero · e4 pedone del nero · f4 re del nero · h4 pedone del nero · g3 pedone del nero · h3 pedone del bianco · d2 pedone del bianco · e2 pedone del nero · f2 pedone del bianco · g2 donna del bianco · e1 cavallo del bianco | b7 donna del nero · d7 pedone del nero · a6 alfiere del nero · e6 pedone del nero · f6 pedone del nero · g6 re del bianco · h5 torre del bianco · a4 torre del bianco · c4 pedone del nero · e4 pedone del nero · f4 re del nero · h4 pedone del nero · g3 pedone del nero · h3 pedone del bianco · d2 pedone del bianco · e2 pedone del nero · f2 pedone del bianco · g2 donna del bianco · e1 cavallo del bianco | 7 |
| 6 | b7 donna del nero · d7 pedone del nero · a6 alfiere del nero · e6 pedone del nero · f6 pedone del nero · g6 re del bianco · h5 torre del bianco · a4 torre del bianco · c4 pedone del nero · e4 pedone del nero · f4 re del nero · h4 pedone del nero · g3 pedone del nero · h3 pedone del bianco · d2 pedone del bianco · e2 pedone del nero · f2 pedone del bianco · g2 donna del bianco · e1 cavallo del bianco | b7 donna del nero · d7 pedone del nero · a6 alfiere del nero · e6 pedone del nero · f6 pedone del nero · g6 re del bianco · h5 torre del bianco · a4 torre del bianco · c4 pedone del nero · e4 pedone del nero · f4 re del nero · h4 pedone del nero · g3 pedone del nero · h3 pedone del bianco · d2 pedone del bianco · e2 pedone del nero · f2 pedone del bianco · g2 donna del bianco · e1 cavallo del bianco | b7 donna del nero · d7 pedone del nero · a6 alfiere del nero · e6 pedone del nero · f6 pedone del nero · g6 re del bianco · h5 torre del bianco · a4 torre del bianco · c4 pedone del nero · e4 pedone del nero · f4 re del nero · h4 pedone del nero · g3 pedone del nero · h3 pedone del bianco · d2 pedone del bianco · e2 pedone del nero · f2 pedone del bianco · g2 donna del bianco · e1 cavallo del bianco | b7 donna del nero · d7 pedone del nero · a6 alfiere del nero · e6 pedone del nero · f6 pedone del nero · g6 re del bianco · h5 torre del bianco · a4 torre del bianco · c4 pedone del nero · e4 pedone del nero · f4 re del nero · h4 pedone del nero · g3 pedone del nero · h3 pedone del bianco · d2 pedone del bianco · e2 pedone del nero · f2 pedone del bianco · g2 donna del bianco · e1 cavallo del bianco | b7 donna del nero · d7 pedone del nero · a6 alfiere del nero · e6 pedone del nero · f6 pedone del nero · g6 re del bianco · h5 torre del bianco · a4 torre del bianco · c4 pedone del nero · e4 pedone del nero · f4 re del nero · h4 pedone del nero · g3 pedone del nero · h3 pedone del bianco · d2 pedone del bianco · e2 pedone del nero · f2 pedone del bianco · g2 donna del bianco · e1 cavallo del bianco | b7 donna del nero · d7 pedone del nero · a6 alfiere del nero · e6 pedone del nero · f6 pedone del nero · g6 re del bianco · h5 torre del bianco · a4 torre del bianco · c4 pedone del nero · e4 pedone del nero · f4 re del nero · h4 pedone del nero · g3 pedone del nero · h3 pedone del bianco · d2 pedone del bianco · e2 pedone del nero · f2 pedone del bianco · g2 donna del bianco · e1 cavallo del bianco | b7 donna del nero · d7 pedone del nero · a6 alfiere del nero · e6 pedone del nero · f6 pedone del nero · g6 re del bianco · h5 torre del bianco · a4 torre del bianco · c4 pedone del nero · e4 pedone del nero · f4 re del nero · h4 pedone del nero · g3 pedone del nero · h3 pedone del bianco · d2 pedone del bianco · e2 pedone del nero · f2 pedone del bianco · g2 donna del bianco · e1 cavallo del bianco | b7 donna del nero · d7 pedone del nero · a6 alfiere del nero · e6 pedone del nero · f6 pedone del nero · g6 re del bianco · h5 torre del bianco · a4 torre del bianco · c4 pedone del nero · e4 pedone del nero · f4 re del nero · h4 pedone del nero · g3 pedone del nero · h3 pedone del bianco · d2 pedone del bianco · e2 pedone del nero · f2 pedone del bianco · g2 donna del bianco · e1 cavallo del bianco | 6 |
| 5 | b7 donna del nero · d7 pedone del nero · a6 alfiere del nero · e6 pedone del nero · f6 pedone del nero · g6 re del bianco · h5 torre del bianco · a4 torre del bianco · c4 pedone del nero · e4 pedone del nero · f4 re del nero · h4 pedone del nero · g3 pedone del nero · h3 pedone del bianco · d2 pedone del bianco · e2 pedone del nero · f2 pedone del bianco · g2 donna del bianco · e1 cavallo del bianco | b7 donna del nero · d7 pedone del nero · a6 alfiere del nero · e6 pedone del nero · f6 pedone del nero · g6 re del bianco · h5 torre del bianco · a4 torre del bianco · c4 pedone del nero · e4 pedone del nero · f4 re del nero · h4 pedone del nero · g3 pedone del nero · h3 pedone del bianco · d2 pedone del bianco · e2 pedone del nero · f2 pedone del bianco · g2 donna del bianco · e1 cavallo del bianco | b7 donna del nero · d7 pedone del nero · a6 alfiere del nero · e6 pedone del nero · f6 pedone del nero · g6 re del bianco · h5 torre del bianco · a4 torre del bianco · c4 pedone del nero · e4 pedone del nero · f4 re del nero · h4 pedone del nero · g3 pedone del nero · h3 pedone del bianco · d2 pedone del bianco · e2 pedone del nero · f2 pedone del bianco · g2 donna del bianco · e1 cavallo del bianco | b7 donna del nero · d7 pedone del nero · a6 alfiere del nero · e6 pedone del nero · f6 pedone del nero · g6 re del bianco · h5 torre del bianco · a4 torre del bianco · c4 pedone del nero · e4 pedone del nero · f4 re del nero · h4 pedone del nero · g3 pedone del nero · h3 pedone del bianco · d2 pedone del bianco · e2 pedone del nero · f2 pedone del bianco · g2 donna del bianco · e1 cavallo del bianco | b7 donna del nero · d7 pedone del nero · a6 alfiere del nero · e6 pedone del nero · f6 pedone del nero · g6 re del bianco · h5 torre del bianco · a4 torre del bianco · c4 pedone del nero · e4 pedone del nero · f4 re del nero · h4 pedone del nero · g3 pedone del nero · h3 pedone del bianco · d2 pedone del bianco · e2 pedone del nero · f2 pedone del bianco · g2 donna del bianco · e1 cavallo del bianco | b7 donna del nero · d7 pedone del nero · a6 alfiere del nero · e6 pedone del nero · f6 pedone del nero · g6 re del bianco · h5 torre del bianco · a4 torre del bianco · c4 pedone del nero · e4 pedone del nero · f4 re del nero · h4 pedone del nero · g3 pedone del nero · h3 pedone del bianco · d2 pedone del bianco · e2 pedone del nero · f2 pedone del bianco · g2 donna del bianco · e1 cavallo del bianco | b7 donna del nero · d7 pedone del nero · a6 alfiere del nero · e6 pedone del nero · f6 pedone del nero · g6 re del bianco · h5 torre del bianco · a4 torre del bianco · c4 pedone del nero · e4 pedone del nero · f4 re del nero · h4 pedone del nero · g3 pedone del nero · h3 pedone del bianco · d2 pedone del bianco · e2 pedone del nero · f2 pedone del bianco · g2 donna del bianco · e1 cavallo del bianco | b7 donna del nero · d7 pedone del nero · a6 alfiere del nero · e6 pedone del nero · f6 pedone del nero · g6 re del bianco · h5 torre del bianco · a4 torre del bianco · c4 pedone del nero · e4 pedone del nero · f4 re del nero · h4 pedone del nero · g3 pedone del nero · h3 pedone del bianco · d2 pedone del bianco · e2 pedone del nero · f2 pedone del bianco · g2 donna del bianco · e1 cavallo del bianco | 5 |
| 4 | b7 donna del nero · d7 pedone del nero · a6 alfiere del nero · e6 pedone del nero · f6 pedone del nero · g6 re del bianco · h5 torre del bianco · a4 torre del bianco · c4 pedone del nero · e4 pedone del nero · f4 re del nero · h4 pedone del nero · g3 pedone del nero · h3 pedone del bianco · d2 pedone del bianco · e2 pedone del nero · f2 pedone del bianco · g2 donna del bianco · e1 cavallo del bianco | b7 donna del nero · d7 pedone del nero · a6 alfiere del nero · e6 pedone del nero · f6 pedone del nero · g6 re del bianco · h5 torre del bianco · a4 torre del bianco · c4 pedone del nero · e4 pedone del nero · f4 re del nero · h4 pedone del nero · g3 pedone del nero · h3 pedone del bianco · d2 pedone del bianco · e2 pedone del nero · f2 pedone del bianco · g2 donna del bianco · e1 cavallo del bianco | b7 donna del nero · d7 pedone del nero · a6 alfiere del nero · e6 pedone del nero · f6 pedone del nero · g6 re del bianco · h5 torre del bianco · a4 torre del bianco · c4 pedone del nero · e4 pedone del nero · f4 re del nero · h4 pedone del nero · g3 pedone del nero · h3 pedone del bianco · d2 pedone del bianco · e2 pedone del nero · f2 pedone del bianco · g2 donna del bianco · e1 cavallo del bianco | b7 donna del nero · d7 pedone del nero · a6 alfiere del nero · e6 pedone del nero · f6 pedone del nero · g6 re del bianco · h5 torre del bianco · a4 torre del bianco · c4 pedone del nero · e4 pedone del nero · f4 re del nero · h4 pedone del nero · g3 pedone del nero · h3 pedone del bianco · d2 pedone del bianco · e2 pedone del nero · f2 pedone del bianco · g2 donna del bianco · e1 cavallo del bianco | b7 donna del nero · d7 pedone del nero · a6 alfiere del nero · e6 pedone del nero · f6 pedone del nero · g6 re del bianco · h5 torre del bianco · a4 torre del bianco · c4 pedone del nero · e4 pedone del nero · f4 re del nero · h4 pedone del nero · g3 pedone del nero · h3 pedone del bianco · d2 pedone del bianco · e2 pedone del nero · f2 pedone del bianco · g2 donna del bianco · e1 cavallo del bianco | b7 donna del nero · d7 pedone del nero · a6 alfiere del nero · e6 pedone del nero · f6 pedone del nero · g6 re del bianco · h5 torre del bianco · a4 torre del bianco · c4 pedone del nero · e4 pedone del nero · f4 re del nero · h4 pedone del nero · g3 pedone del nero · h3 pedone del bianco · d2 pedone del bianco · e2 pedone del nero · f2 pedone del bianco · g2 donna del bianco · e1 cavallo del bianco | b7 donna del nero · d7 pedone del nero · a6 alfiere del nero · e6 pedone del nero · f6 pedone del nero · g6 re del bianco · h5 torre del bianco · a4 torre del bianco · c4 pedone del nero · e4 pedone del nero · f4 re del nero · h4 pedone del nero · g3 pedone del nero · h3 pedone del bianco · d2 pedone del bianco · e2 pedone del nero · f2 pedone del bianco · g2 donna del bianco · e1 cavallo del bianco | b7 donna del nero · d7 pedone del nero · a6 alfiere del nero · e6 pedone del nero · f6 pedone del nero · g6 re del bianco · h5 torre del bianco · a4 torre del bianco · c4 pedone del nero · e4 pedone del nero · f4 re del nero · h4 pedone del nero · g3 pedone del nero · h3 pedone del bianco · d2 pedone del bianco · e2 pedone del nero · f2 pedone del bianco · g2 donna del bianco · e1 cavallo del bianco | 4 |
| 3 | b7 donna del nero · d7 pedone del nero · a6 alfiere del nero · e6 pedone del nero · f6 pedone del nero · g6 re del bianco · h5 torre del bianco · a4 torre del bianco · c4 pedone del nero · e4 pedone del nero · f4 re del nero · h4 pedone del nero · g3 pedone del nero · h3 pedone del bianco · d2 pedone del bianco · e2 pedone del nero · f2 pedone del bianco · g2 donna del bianco · e1 cavallo del bianco | b7 donna del nero · d7 pedone del nero · a6 alfiere del nero · e6 pedone del nero · f6 pedone del nero · g6 re del bianco · h5 torre del bianco · a4 torre del bianco · c4 pedone del nero · e4 pedone del nero · f4 re del nero · h4 pedone del nero · g3 pedone del nero · h3 pedone del bianco · d2 pedone del bianco · e2 pedone del nero · f2 pedone del bianco · g2 donna del bianco · e1 cavallo del bianco | b7 donna del nero · d7 pedone del nero · a6 alfiere del nero · e6 pedone del nero · f6 pedone del nero · g6 re del bianco · h5 torre del bianco · a4 torre del bianco · c4 pedone del nero · e4 pedone del nero · f4 re del nero · h4 pedone del nero · g3 pedone del nero · h3 pedone del bianco · d2 pedone del bianco · e2 pedone del nero · f2 pedone del bianco · g2 donna del bianco · e1 cavallo del bianco | b7 donna del nero · d7 pedone del nero · a6 alfiere del nero · e6 pedone del nero · f6 pedone del nero · g6 re del bianco · h5 torre del bianco · a4 torre del bianco · c4 pedone del nero · e4 pedone del nero · f4 re del nero · h4 pedone del nero · g3 pedone del nero · h3 pedone del bianco · d2 pedone del bianco · e2 pedone del nero · f2 pedone del bianco · g2 donna del bianco · e1 cavallo del bianco | b7 donna del nero · d7 pedone del nero · a6 alfiere del nero · e6 pedone del nero · f6 pedone del nero · g6 re del bianco · h5 torre del bianco · a4 torre del bianco · c4 pedone del nero · e4 pedone del nero · f4 re del nero · h4 pedone del nero · g3 pedone del nero · h3 pedone del bianco · d2 pedone del bianco · e2 pedone del nero · f2 pedone del bianco · g2 donna del bianco · e1 cavallo del bianco | b7 donna del nero · d7 pedone del nero · a6 alfiere del nero · e6 pedone del nero · f6 pedone del nero · g6 re del bianco · h5 torre del bianco · a4 torre del bianco · c4 pedone del nero · e4 pedone del nero · f4 re del nero · h4 pedone del nero · g3 pedone del nero · h3 pedone del bianco · d2 pedone del bianco · e2 pedone del nero · f2 pedone del bianco · g2 donna del bianco · e1 cavallo del bianco | b7 donna del nero · d7 pedone del nero · a6 alfiere del nero · e6 pedone del nero · f6 pedone del nero · g6 re del bianco · h5 torre del bianco · a4 torre del bianco · c4 pedone del nero · e4 pedone del nero · f4 re del nero · h4 pedone del nero · g3 pedone del nero · h3 pedone del bianco · d2 pedone del bianco · e2 pedone del nero · f2 pedone del bianco · g2 donna del bianco · e1 cavallo del bianco | b7 donna del nero · d7 pedone del nero · a6 alfiere del nero · e6 pedone del nero · f6 pedone del nero · g6 re del bianco · h5 torre del bianco · a4 torre del bianco · c4 pedone del nero · e4 pedone del nero · f4 re del nero · h4 pedone del nero · g3 pedone del nero · h3 pedone del bianco · d2 pedone del bianco · e2 pedone del nero · f2 pedone del bianco · g2 donna del bianco · e1 cavallo del bianco | 3 |
| 2 | b7 donna del nero · d7 pedone del nero · a6 alfiere del nero · e6 pedone del nero · f6 pedone del nero · g6 re del bianco · h5 torre del bianco · a4 torre del bianco · c4 pedone del nero · e4 pedone del nero · f4 re del nero · h4 pedone del nero · g3 pedone del nero · h3 pedone del bianco · d2 pedone del bianco · e2 pedone del nero · f2 pedone del bianco · g2 donna del bianco · e1 cavallo del bianco | b7 donna del nero · d7 pedone del nero · a6 alfiere del nero · e6 pedone del nero · f6 pedone del nero · g6 re del bianco · h5 torre del bianco · a4 torre del bianco · c4 pedone del nero · e4 pedone del nero · f4 re del nero · h4 pedone del nero · g3 pedone del nero · h3 pedone del bianco · d2 pedone del bianco · e2 pedone del nero · f2 pedone del bianco · g2 donna del bianco · e1 cavallo del bianco | b7 donna del nero · d7 pedone del nero · a6 alfiere del nero · e6 pedone del nero · f6 pedone del nero · g6 re del bianco · h5 torre del bianco · a4 torre del bianco · c4 pedone del nero · e4 pedone del nero · f4 re del nero · h4 pedone del nero · g3 pedone del nero · h3 pedone del bianco · d2 pedone del bianco · e2 pedone del nero · f2 pedone del bianco · g2 donna del bianco · e1 cavallo del bianco | b7 donna del nero · d7 pedone del nero · a6 alfiere del nero · e6 pedone del nero · f6 pedone del nero · g6 re del bianco · h5 torre del bianco · a4 torre del bianco · c4 pedone del nero · e4 pedone del nero · f4 re del nero · h4 pedone del nero · g3 pedone del nero · h3 pedone del bianco · d2 pedone del bianco · e2 pedone del nero · f2 pedone del bianco · g2 donna del bianco · e1 cavallo del bianco | b7 donna del nero · d7 pedone del nero · a6 alfiere del nero · e6 pedone del nero · f6 pedone del nero · g6 re del bianco · h5 torre del bianco · a4 torre del bianco · c4 pedone del nero · e4 pedone del nero · f4 re del nero · h4 pedone del nero · g3 pedone del nero · h3 pedone del bianco · d2 pedone del bianco · e2 pedone del nero · f2 pedone del bianco · g2 donna del bianco · e1 cavallo del bianco | b7 donna del nero · d7 pedone del nero · a6 alfiere del nero · e6 pedone del nero · f6 pedone del nero · g6 re del bianco · h5 torre del bianco · a4 torre del bianco · c4 pedone del nero · e4 pedone del nero · f4 re del nero · h4 pedone del nero · g3 pedone del nero · h3 pedone del bianco · d2 pedone del bianco · e2 pedone del nero · f2 pedone del bianco · g2 donna del bianco · e1 cavallo del bianco | b7 donna del nero · d7 pedone del nero · a6 alfiere del nero · e6 pedone del nero · f6 pedone del nero · g6 re del bianco · h5 torre del bianco · a4 torre del bianco · c4 pedone del nero · e4 pedone del nero · f4 re del nero · h4 pedone del nero · g3 pedone del nero · h3 pedone del bianco · d2 pedone del bianco · e2 pedone del nero · f2 pedone del bianco · g2 donna del bianco · e1 cavallo del bianco | b7 donna del nero · d7 pedone del nero · a6 alfiere del nero · e6 pedone del nero · f6 pedone del nero · g6 re del bianco · h5 torre del bianco · a4 torre del bianco · c4 pedone del nero · e4 pedone del nero · f4 re del nero · h4 pedone del nero · g3 pedone del nero · h3 pedone del bianco · d2 pedone del bianco · e2 pedone del nero · f2 pedone del bianco · g2 donna del bianco · e1 cavallo del bianco | 2 |
| 1 | b7 donna del nero · d7 pedone del nero · a6 alfiere del nero · e6 pedone del nero · f6 pedone del nero · g6 re del bianco · h5 torre del bianco · a4 torre del bianco · c4 pedone del nero · e4 pedone del nero · f4 re del nero · h4 pedone del nero · g3 pedone del nero · h3 pedone del bianco · d2 pedone del bianco · e2 pedone del nero · f2 pedone del bianco · g2 donna del bianco · e1 cavallo del bianco | b7 donna del nero · d7 pedone del nero · a6 alfiere del nero · e6 pedone del nero · f6 pedone del nero · g6 re del bianco · h5 torre del bianco · a4 torre del bianco · c4 pedone del nero · e4 pedone del nero · f4 re del nero · h4 pedone del nero · g3 pedone del nero · h3 pedone del bianco · d2 pedone del bianco · e2 pedone del nero · f2 pedone del bianco · g2 donna del bianco · e1 cavallo del bianco | b7 donna del nero · d7 pedone del nero · a6 alfiere del nero · e6 pedone del nero · f6 pedone del nero · g6 re del bianco · h5 torre del bianco · a4 torre del bianco · c4 pedone del nero · e4 pedone del nero · f4 re del nero · h4 pedone del nero · g3 pedone del nero · h3 pedone del bianco · d2 pedone del bianco · e2 pedone del nero · f2 pedone del bianco · g2 donna del bianco · e1 cavallo del bianco | b7 donna del nero · d7 pedone del nero · a6 alfiere del nero · e6 pedone del nero · f6 pedone del nero · g6 re del bianco · h5 torre del bianco · a4 torre del bianco · c4 pedone del nero · e4 pedone del nero · f4 re del nero · h4 pedone del nero · g3 pedone del nero · h3 pedone del bianco · d2 pedone del bianco · e2 pedone del nero · f2 pedone del bianco · g2 donna del bianco · e1 cavallo del bianco | b7 donna del nero · d7 pedone del nero · a6 alfiere del nero · e6 pedone del nero · f6 pedone del nero · g6 re del bianco · h5 torre del bianco · a4 torre del bianco · c4 pedone del nero · e4 pedone del nero · f4 re del nero · h4 pedone del nero · g3 pedone del nero · h3 pedone del bianco · d2 pedone del bianco · e2 pedone del nero · f2 pedone del bianco · g2 donna del bianco · e1 cavallo del bianco | b7 donna del nero · d7 pedone del nero · a6 alfiere del nero · e6 pedone del nero · f6 pedone del nero · g6 re del bianco · h5 torre del bianco · a4 torre del bianco · c4 pedone del nero · e4 pedone del nero · f4 re del nero · h4 pedone del nero · g3 pedone del nero · h3 pedone del bianco · d2 pedone del bianco · e2 pedone del nero · f2 pedone del bianco · g2 donna del bianco · e1 cavallo del bianco | b7 donna del nero · d7 pedone del nero · a6 alfiere del nero · e6 pedone del nero · f6 pedone del nero · g6 re del bianco · h5 torre del bianco · a4 torre del bianco · c4 pedone del nero · e4 pedone del nero · f4 re del nero · h4 pedone del nero · g3 pedone del nero · h3 pedone del bianco · d2 pedone del bianco · e2 pedone del nero · f2 pedone del bianco · g2 donna del bianco · e1 cavallo del bianco | b7 donna del nero · d7 pedone del nero · a6 alfiere del nero · e6 pedone del nero · f6 pedone del nero · g6 re del bianco · h5 torre del bianco · a4 torre del bianco · c4 pedone del nero · e4 pedone del nero · f4 re del nero · h4 pedone del nero · g3 pedone del nero · h3 pedone del bianco · d2 pedone del bianco · e2 pedone del nero · f2 pedone del bianco · g2 donna del bianco · e1 cavallo del bianco | 1 |
|   | a | b | c | d | e | f | g | h |   |

Soluzione:
1. d4 !  (min. 2. Txh4#)
1... cxd3 e.p. 2. Df3#

1... exd3 e.p. 2. Cxd3#

|   | a | b | c | d | e | f | g | h |   |
| 8 | b8 alfiere del bianco · d8 torre del bianco · e7 cavallo del nero · d6 cavallo del bianco · e6 pedone del nero · f6 pedone del nero · a5 torre del bianco · d5 torre del nero · e5 pedone del bianco · f5 alfiere del bianco · h5 re del bianco · a4 cavallo del bianco · d4 re del nero · h4 pedone del nero · d3 pedone del nero · e3 torre del nero · d2 donna del bianco · d1 cavallo del nero | b8 alfiere del bianco · d8 torre del bianco · e7 cavallo del nero · d6 cavallo del bianco · e6 pedone del nero · f6 pedone del nero · a5 torre del bianco · d5 torre del nero · e5 pedone del bianco · f5 alfiere del bianco · h5 re del bianco · a4 cavallo del bianco · d4 re del nero · h4 pedone del nero · d3 pedone del nero · e3 torre del nero · d2 donna del bianco · d1 cavallo del nero | b8 alfiere del bianco · d8 torre del bianco · e7 cavallo del nero · d6 cavallo del bianco · e6 pedone del nero · f6 pedone del nero · a5 torre del bianco · d5 torre del nero · e5 pedone del bianco · f5 alfiere del bianco · h5 re del bianco · a4 cavallo del bianco · d4 re del nero · h4 pedone del nero · d3 pedone del nero · e3 torre del nero · d2 donna del bianco · d1 cavallo del nero | b8 alfiere del bianco · d8 torre del bianco · e7 cavallo del nero · d6 cavallo del bianco · e6 pedone del nero · f6 pedone del nero · a5 torre del bianco · d5 torre del nero · e5 pedone del bianco · f5 alfiere del bianco · h5 re del bianco · a4 cavallo del bianco · d4 re del nero · h4 pedone del nero · d3 pedone del nero · e3 torre del nero · d2 donna del bianco · d1 cavallo del nero | b8 alfiere del bianco · d8 torre del bianco · e7 cavallo del nero · d6 cavallo del bianco · e6 pedone del nero · f6 pedone del nero · a5 torre del bianco · d5 torre del nero · e5 pedone del bianco · f5 alfiere del bianco · h5 re del bianco · a4 cavallo del bianco · d4 re del nero · h4 pedone del nero · d3 pedone del nero · e3 torre del nero · d2 donna del bianco · d1 cavallo del nero | b8 alfiere del bianco · d8 torre del bianco · e7 cavallo del nero · d6 cavallo del bianco · e6 pedone del nero · f6 pedone del nero · a5 torre del bianco · d5 torre del nero · e5 pedone del bianco · f5 alfiere del bianco · h5 re del bianco · a4 cavallo del bianco · d4 re del nero · h4 pedone del nero · d3 pedone del nero · e3 torre del nero · d2 donna del bianco · d1 cavallo del nero | b8 alfiere del bianco · d8 torre del bianco · e7 cavallo del nero · d6 cavallo del bianco · e6 pedone del nero · f6 pedone del nero · a5 torre del bianco · d5 torre del nero · e5 pedone del bianco · f5 alfiere del bianco · h5 re del bianco · a4 cavallo del bianco · d4 re del nero · h4 pedone del nero · d3 pedone del nero · e3 torre del nero · d2 donna del bianco · d1 cavallo del nero | b8 alfiere del bianco · d8 torre del bianco · e7 cavallo del nero · d6 cavallo del bianco · e6 pedone del nero · f6 pedone del nero · a5 torre del bianco · d5 torre del nero · e5 pedone del bianco · f5 alfiere del bianco · h5 re del bianco · a4 cavallo del bianco · d4 re del nero · h4 pedone del nero · d3 pedone del nero · e3 torre del nero · d2 donna del bianco · d1 cavallo del nero | 8 |
| 7 | b8 alfiere del bianco · d8 torre del bianco · e7 cavallo del nero · d6 cavallo del bianco · e6 pedone del nero · f6 pedone del nero · a5 torre del bianco · d5 torre del nero · e5 pedone del bianco · f5 alfiere del bianco · h5 re del bianco · a4 cavallo del bianco · d4 re del nero · h4 pedone del nero · d3 pedone del nero · e3 torre del nero · d2 donna del bianco · d1 cavallo del nero | b8 alfiere del bianco · d8 torre del bianco · e7 cavallo del nero · d6 cavallo del bianco · e6 pedone del nero · f6 pedone del nero · a5 torre del bianco · d5 torre del nero · e5 pedone del bianco · f5 alfiere del bianco · h5 re del bianco · a4 cavallo del bianco · d4 re del nero · h4 pedone del nero · d3 pedone del nero · e3 torre del nero · d2 donna del bianco · d1 cavallo del nero | b8 alfiere del bianco · d8 torre del bianco · e7 cavallo del nero · d6 cavallo del bianco · e6 pedone del nero · f6 pedone del nero · a5 torre del bianco · d5 torre del nero · e5 pedone del bianco · f5 alfiere del bianco · h5 re del bianco · a4 cavallo del bianco · d4 re del nero · h4 pedone del nero · d3 pedone del nero · e3 torre del nero · d2 donna del bianco · d1 cavallo del nero | b8 alfiere del bianco · d8 torre del bianco · e7 cavallo del nero · d6 cavallo del bianco · e6 pedone del nero · f6 pedone del nero · a5 torre del bianco · d5 torre del nero · e5 pedone del bianco · f5 alfiere del bianco · h5 re del bianco · a4 cavallo del bianco · d4 re del nero · h4 pedone del nero · d3 pedone del nero · e3 torre del nero · d2 donna del bianco · d1 cavallo del nero | b8 alfiere del bianco · d8 torre del bianco · e7 cavallo del nero · d6 cavallo del bianco · e6 pedone del nero · f6 pedone del nero · a5 torre del bianco · d5 torre del nero · e5 pedone del bianco · f5 alfiere del bianco · h5 re del bianco · a4 cavallo del bianco · d4 re del nero · h4 pedone del nero · d3 pedone del nero · e3 torre del nero · d2 donna del bianco · d1 cavallo del nero | b8 alfiere del bianco · d8 torre del bianco · e7 cavallo del nero · d6 cavallo del bianco · e6 pedone del nero · f6 pedone del nero · a5 torre del bianco · d5 torre del nero · e5 pedone del bianco · f5 alfiere del bianco · h5 re del bianco · a4 cavallo del bianco · d4 re del nero · h4 pedone del nero · d3 pedone del nero · e3 torre del nero · d2 donna del bianco · d1 cavallo del nero | b8 alfiere del bianco · d8 torre del bianco · e7 cavallo del nero · d6 cavallo del bianco · e6 pedone del nero · f6 pedone del nero · a5 torre del bianco · d5 torre del nero · e5 pedone del bianco · f5 alfiere del bianco · h5 re del bianco · a4 cavallo del bianco · d4 re del nero · h4 pedone del nero · d3 pedone del nero · e3 torre del nero · d2 donna del bianco · d1 cavallo del nero | b8 alfiere del bianco · d8 torre del bianco · e7 cavallo del nero · d6 cavallo del bianco · e6 pedone del nero · f6 pedone del nero · a5 torre del bianco · d5 torre del nero · e5 pedone del bianco · f5 alfiere del bianco · h5 re del bianco · a4 cavallo del bianco · d4 re del nero · h4 pedone del nero · d3 pedone del nero · e3 torre del nero · d2 donna del bianco · d1 cavallo del nero | 7 |
| 6 | b8 alfiere del bianco · d8 torre del bianco · e7 cavallo del nero · d6 cavallo del bianco · e6 pedone del nero · f6 pedone del nero · a5 torre del bianco · d5 torre del nero · e5 pedone del bianco · f5 alfiere del bianco · h5 re del bianco · a4 cavallo del bianco · d4 re del nero · h4 pedone del nero · d3 pedone del nero · e3 torre del nero · d2 donna del bianco · d1 cavallo del nero | b8 alfiere del bianco · d8 torre del bianco · e7 cavallo del nero · d6 cavallo del bianco · e6 pedone del nero · f6 pedone del nero · a5 torre del bianco · d5 torre del nero · e5 pedone del bianco · f5 alfiere del bianco · h5 re del bianco · a4 cavallo del bianco · d4 re del nero · h4 pedone del nero · d3 pedone del nero · e3 torre del nero · d2 donna del bianco · d1 cavallo del nero | b8 alfiere del bianco · d8 torre del bianco · e7 cavallo del nero · d6 cavallo del bianco · e6 pedone del nero · f6 pedone del nero · a5 torre del bianco · d5 torre del nero · e5 pedone del bianco · f5 alfiere del bianco · h5 re del bianco · a4 cavallo del bianco · d4 re del nero · h4 pedone del nero · d3 pedone del nero · e3 torre del nero · d2 donna del bianco · d1 cavallo del nero | b8 alfiere del bianco · d8 torre del bianco · e7 cavallo del nero · d6 cavallo del bianco · e6 pedone del nero · f6 pedone del nero · a5 torre del bianco · d5 torre del nero · e5 pedone del bianco · f5 alfiere del bianco · h5 re del bianco · a4 cavallo del bianco · d4 re del nero · h4 pedone del nero · d3 pedone del nero · e3 torre del nero · d2 donna del bianco · d1 cavallo del nero | b8 alfiere del bianco · d8 torre del bianco · e7 cavallo del nero · d6 cavallo del bianco · e6 pedone del nero · f6 pedone del nero · a5 torre del bianco · d5 torre del nero · e5 pedone del bianco · f5 alfiere del bianco · h5 re del bianco · a4 cavallo del bianco · d4 re del nero · h4 pedone del nero · d3 pedone del nero · e3 torre del nero · d2 donna del bianco · d1 cavallo del nero | b8 alfiere del bianco · d8 torre del bianco · e7 cavallo del nero · d6 cavallo del bianco · e6 pedone del nero · f6 pedone del nero · a5 torre del bianco · d5 torre del nero · e5 pedone del bianco · f5 alfiere del bianco · h5 re del bianco · a4 cavallo del bianco · d4 re del nero · h4 pedone del nero · d3 pedone del nero · e3 torre del nero · d2 donna del bianco · d1 cavallo del nero | b8 alfiere del bianco · d8 torre del bianco · e7 cavallo del nero · d6 cavallo del bianco · e6 pedone del nero · f6 pedone del nero · a5 torre del bianco · d5 torre del nero · e5 pedone del bianco · f5 alfiere del bianco · h5 re del bianco · a4 cavallo del bianco · d4 re del nero · h4 pedone del nero · d3 pedone del nero · e3 torre del nero · d2 donna del bianco · d1 cavallo del nero | b8 alfiere del bianco · d8 torre del bianco · e7 cavallo del nero · d6 cavallo del bianco · e6 pedone del nero · f6 pedone del nero · a5 torre del bianco · d5 torre del nero · e5 pedone del bianco · f5 alfiere del bianco · h5 re del bianco · a4 cavallo del bianco · d4 re del nero · h4 pedone del nero · d3 pedone del nero · e3 torre del nero · d2 donna del bianco · d1 cavallo del nero | 6 |
| 5 | b8 alfiere del bianco · d8 torre del bianco · e7 cavallo del nero · d6 cavallo del bianco · e6 pedone del nero · f6 pedone del nero · a5 torre del bianco · d5 torre del nero · e5 pedone del bianco · f5 alfiere del bianco · h5 re del bianco · a4 cavallo del bianco · d4 re del nero · h4 pedone del nero · d3 pedone del nero · e3 torre del nero · d2 donna del bianco · d1 cavallo del nero | b8 alfiere del bianco · d8 torre del bianco · e7 cavallo del nero · d6 cavallo del bianco · e6 pedone del nero · f6 pedone del nero · a5 torre del bianco · d5 torre del nero · e5 pedone del bianco · f5 alfiere del bianco · h5 re del bianco · a4 cavallo del bianco · d4 re del nero · h4 pedone del nero · d3 pedone del nero · e3 torre del nero · d2 donna del bianco · d1 cavallo del nero | b8 alfiere del bianco · d8 torre del bianco · e7 cavallo del nero · d6 cavallo del bianco · e6 pedone del nero · f6 pedone del nero · a5 torre del bianco · d5 torre del nero · e5 pedone del bianco · f5 alfiere del bianco · h5 re del bianco · a4 cavallo del bianco · d4 re del nero · h4 pedone del nero · d3 pedone del nero · e3 torre del nero · d2 donna del bianco · d1 cavallo del nero | b8 alfiere del bianco · d8 torre del bianco · e7 cavallo del nero · d6 cavallo del bianco · e6 pedone del nero · f6 pedone del nero · a5 torre del bianco · d5 torre del nero · e5 pedone del bianco · f5 alfiere del bianco · h5 re del bianco · a4 cavallo del bianco · d4 re del nero · h4 pedone del nero · d3 pedone del nero · e3 torre del nero · d2 donna del bianco · d1 cavallo del nero | b8 alfiere del bianco · d8 torre del bianco · e7 cavallo del nero · d6 cavallo del bianco · e6 pedone del nero · f6 pedone del nero · a5 torre del bianco · d5 torre del nero · e5 pedone del bianco · f5 alfiere del bianco · h5 re del bianco · a4 cavallo del bianco · d4 re del nero · h4 pedone del nero · d3 pedone del nero · e3 torre del nero · d2 donna del bianco · d1 cavallo del nero | b8 alfiere del bianco · d8 torre del bianco · e7 cavallo del nero · d6 cavallo del bianco · e6 pedone del nero · f6 pedone del nero · a5 torre del bianco · d5 torre del nero · e5 pedone del bianco · f5 alfiere del bianco · h5 re del bianco · a4 cavallo del bianco · d4 re del nero · h4 pedone del nero · d3 pedone del nero · e3 torre del nero · d2 donna del bianco · d1 cavallo del nero | b8 alfiere del bianco · d8 torre del bianco · e7 cavallo del nero · d6 cavallo del bianco · e6 pedone del nero · f6 pedone del nero · a5 torre del bianco · d5 torre del nero · e5 pedone del bianco · f5 alfiere del bianco · h5 re del bianco · a4 cavallo del bianco · d4 re del nero · h4 pedone del nero · d3 pedone del nero · e3 torre del nero · d2 donna del bianco · d1 cavallo del nero | b8 alfiere del bianco · d8 torre del bianco · e7 cavallo del nero · d6 cavallo del bianco · e6 pedone del nero · f6 pedone del nero · a5 torre del bianco · d5 torre del nero · e5 pedone del bianco · f5 alfiere del bianco · h5 re del bianco · a4 cavallo del bianco · d4 re del nero · h4 pedone del nero · d3 pedone del nero · e3 torre del nero · d2 donna del bianco · d1 cavallo del nero | 5 |
| 4 | b8 alfiere del bianco · d8 torre del bianco · e7 cavallo del nero · d6 cavallo del bianco · e6 pedone del nero · f6 pedone del nero · a5 torre del bianco · d5 torre del nero · e5 pedone del bianco · f5 alfiere del bianco · h5 re del bianco · a4 cavallo del bianco · d4 re del nero · h4 pedone del nero · d3 pedone del nero · e3 torre del nero · d2 donna del bianco · d1 cavallo del nero | b8 alfiere del bianco · d8 torre del bianco · e7 cavallo del nero · d6 cavallo del bianco · e6 pedone del nero · f6 pedone del nero · a5 torre del bianco · d5 torre del nero · e5 pedone del bianco · f5 alfiere del bianco · h5 re del bianco · a4 cavallo del bianco · d4 re del nero · h4 pedone del nero · d3 pedone del nero · e3 torre del nero · d2 donna del bianco · d1 cavallo del nero | b8 alfiere del bianco · d8 torre del bianco · e7 cavallo del nero · d6 cavallo del bianco · e6 pedone del nero · f6 pedone del nero · a5 torre del bianco · d5 torre del nero · e5 pedone del bianco · f5 alfiere del bianco · h5 re del bianco · a4 cavallo del bianco · d4 re del nero · h4 pedone del nero · d3 pedone del nero · e3 torre del nero · d2 donna del bianco · d1 cavallo del nero | b8 alfiere del bianco · d8 torre del bianco · e7 cavallo del nero · d6 cavallo del bianco · e6 pedone del nero · f6 pedone del nero · a5 torre del bianco · d5 torre del nero · e5 pedone del bianco · f5 alfiere del bianco · h5 re del bianco · a4 cavallo del bianco · d4 re del nero · h4 pedone del nero · d3 pedone del nero · e3 torre del nero · d2 donna del bianco · d1 cavallo del nero | b8 alfiere del bianco · d8 torre del bianco · e7 cavallo del nero · d6 cavallo del bianco · e6 pedone del nero · f6 pedone del nero · a5 torre del bianco · d5 torre del nero · e5 pedone del bianco · f5 alfiere del bianco · h5 re del bianco · a4 cavallo del bianco · d4 re del nero · h4 pedone del nero · d3 pedone del nero · e3 torre del nero · d2 donna del bianco · d1 cavallo del nero | b8 alfiere del bianco · d8 torre del bianco · e7 cavallo del nero · d6 cavallo del bianco · e6 pedone del nero · f6 pedone del nero · a5 torre del bianco · d5 torre del nero · e5 pedone del bianco · f5 alfiere del bianco · h5 re del bianco · a4 cavallo del bianco · d4 re del nero · h4 pedone del nero · d3 pedone del nero · e3 torre del nero · d2 donna del bianco · d1 cavallo del nero | b8 alfiere del bianco · d8 torre del bianco · e7 cavallo del nero · d6 cavallo del bianco · e6 pedone del nero · f6 pedone del nero · a5 torre del bianco · d5 torre del nero · e5 pedone del bianco · f5 alfiere del bianco · h5 re del bianco · a4 cavallo del bianco · d4 re del nero · h4 pedone del nero · d3 pedone del nero · e3 torre del nero · d2 donna del bianco · d1 cavallo del nero | b8 alfiere del bianco · d8 torre del bianco · e7 cavallo del nero · d6 cavallo del bianco · e6 pedone del nero · f6 pedone del nero · a5 torre del bianco · d5 torre del nero · e5 pedone del bianco · f5 alfiere del bianco · h5 re del bianco · a4 cavallo del bianco · d4 re del nero · h4 pedone del nero · d3 pedone del nero · e3 torre del nero · d2 donna del bianco · d1 cavallo del nero | 4 |
| 3 | b8 alfiere del bianco · d8 torre del bianco · e7 cavallo del nero · d6 cavallo del bianco · e6 pedone del nero · f6 pedone del nero · a5 torre del bianco · d5 torre del nero · e5 pedone del bianco · f5 alfiere del bianco · h5 re del bianco · a4 cavallo del bianco · d4 re del nero · h4 pedone del nero · d3 pedone del nero · e3 torre del nero · d2 donna del bianco · d1 cavallo del nero | b8 alfiere del bianco · d8 torre del bianco · e7 cavallo del nero · d6 cavallo del bianco · e6 pedone del nero · f6 pedone del nero · a5 torre del bianco · d5 torre del nero · e5 pedone del bianco · f5 alfiere del bianco · h5 re del bianco · a4 cavallo del bianco · d4 re del nero · h4 pedone del nero · d3 pedone del nero · e3 torre del nero · d2 donna del bianco · d1 cavallo del nero | b8 alfiere del bianco · d8 torre del bianco · e7 cavallo del nero · d6 cavallo del bianco · e6 pedone del nero · f6 pedone del nero · a5 torre del bianco · d5 torre del nero · e5 pedone del bianco · f5 alfiere del bianco · h5 re del bianco · a4 cavallo del bianco · d4 re del nero · h4 pedone del nero · d3 pedone del nero · e3 torre del nero · d2 donna del bianco · d1 cavallo del nero | b8 alfiere del bianco · d8 torre del bianco · e7 cavallo del nero · d6 cavallo del bianco · e6 pedone del nero · f6 pedone del nero · a5 torre del bianco · d5 torre del nero · e5 pedone del bianco · f5 alfiere del bianco · h5 re del bianco · a4 cavallo del bianco · d4 re del nero · h4 pedone del nero · d3 pedone del nero · e3 torre del nero · d2 donna del bianco · d1 cavallo del nero | b8 alfiere del bianco · d8 torre del bianco · e7 cavallo del nero · d6 cavallo del bianco · e6 pedone del nero · f6 pedone del nero · a5 torre del bianco · d5 torre del nero · e5 pedone del bianco · f5 alfiere del bianco · h5 re del bianco · a4 cavallo del bianco · d4 re del nero · h4 pedone del nero · d3 pedone del nero · e3 torre del nero · d2 donna del bianco · d1 cavallo del nero | b8 alfiere del bianco · d8 torre del bianco · e7 cavallo del nero · d6 cavallo del bianco · e6 pedone del nero · f6 pedone del nero · a5 torre del bianco · d5 torre del nero · e5 pedone del bianco · f5 alfiere del bianco · h5 re del bianco · a4 cavallo del bianco · d4 re del nero · h4 pedone del nero · d3 pedone del nero · e3 torre del nero · d2 donna del bianco · d1 cavallo del nero | b8 alfiere del bianco · d8 torre del bianco · e7 cavallo del nero · d6 cavallo del bianco · e6 pedone del nero · f6 pedone del nero · a5 torre del bianco · d5 torre del nero · e5 pedone del bianco · f5 alfiere del bianco · h5 re del bianco · a4 cavallo del bianco · d4 re del nero · h4 pedone del nero · d3 pedone del nero · e3 torre del nero · d2 donna del bianco · d1 cavallo del nero | b8 alfiere del bianco · d8 torre del bianco · e7 cavallo del nero · d6 cavallo del bianco · e6 pedone del nero · f6 pedone del nero · a5 torre del bianco · d5 torre del nero · e5 pedone del bianco · f5 alfiere del bianco · h5 re del bianco · a4 cavallo del bianco · d4 re del nero · h4 pedone del nero · d3 pedone del nero · e3 torre del nero · d2 donna del bianco · d1 cavallo del nero | 3 |
| 2 | b8 alfiere del bianco · d8 torre del bianco · e7 cavallo del nero · d6 cavallo del bianco · e6 pedone del nero · f6 pedone del nero · a5 torre del bianco · d5 torre del nero · e5 pedone del bianco · f5 alfiere del bianco · h5 re del bianco · a4 cavallo del bianco · d4 re del nero · h4 pedone del nero · d3 pedone del nero · e3 torre del nero · d2 donna del bianco · d1 cavallo del nero | b8 alfiere del bianco · d8 torre del bianco · e7 cavallo del nero · d6 cavallo del bianco · e6 pedone del nero · f6 pedone del nero · a5 torre del bianco · d5 torre del nero · e5 pedone del bianco · f5 alfiere del bianco · h5 re del bianco · a4 cavallo del bianco · d4 re del nero · h4 pedone del nero · d3 pedone del nero · e3 torre del nero · d2 donna del bianco · d1 cavallo del nero | b8 alfiere del bianco · d8 torre del bianco · e7 cavallo del nero · d6 cavallo del bianco · e6 pedone del nero · f6 pedone del nero · a5 torre del bianco · d5 torre del nero · e5 pedone del bianco · f5 alfiere del bianco · h5 re del bianco · a4 cavallo del bianco · d4 re del nero · h4 pedone del nero · d3 pedone del nero · e3 torre del nero · d2 donna del bianco · d1 cavallo del nero | b8 alfiere del bianco · d8 torre del bianco · e7 cavallo del nero · d6 cavallo del bianco · e6 pedone del nero · f6 pedone del nero · a5 torre del bianco · d5 torre del nero · e5 pedone del bianco · f5 alfiere del bianco · h5 re del bianco · a4 cavallo del bianco · d4 re del nero · h4 pedone del nero · d3 pedone del nero · e3 torre del nero · d2 donna del bianco · d1 cavallo del nero | b8 alfiere del bianco · d8 torre del bianco · e7 cavallo del nero · d6 cavallo del bianco · e6 pedone del nero · f6 pedone del nero · a5 torre del bianco · d5 torre del nero · e5 pedone del bianco · f5 alfiere del bianco · h5 re del bianco · a4 cavallo del bianco · d4 re del nero · h4 pedone del nero · d3 pedone del nero · e3 torre del nero · d2 donna del bianco · d1 cavallo del nero | b8 alfiere del bianco · d8 torre del bianco · e7 cavallo del nero · d6 cavallo del bianco · e6 pedone del nero · f6 pedone del nero · a5 torre del bianco · d5 torre del nero · e5 pedone del bianco · f5 alfiere del bianco · h5 re del bianco · a4 cavallo del bianco · d4 re del nero · h4 pedone del nero · d3 pedone del nero · e3 torre del nero · d2 donna del bianco · d1 cavallo del nero | b8 alfiere del bianco · d8 torre del bianco · e7 cavallo del nero · d6 cavallo del bianco · e6 pedone del nero · f6 pedone del nero · a5 torre del bianco · d5 torre del nero · e5 pedone del bianco · f5 alfiere del bianco · h5 re del bianco · a4 cavallo del bianco · d4 re del nero · h4 pedone del nero · d3 pedone del nero · e3 torre del nero · d2 donna del bianco · d1 cavallo del nero | b8 alfiere del bianco · d8 torre del bianco · e7 cavallo del nero · d6 cavallo del bianco · e6 pedone del nero · f6 pedone del nero · a5 torre del bianco · d5 torre del nero · e5 pedone del bianco · f5 alfiere del bianco · h5 re del bianco · a4 cavallo del bianco · d4 re del nero · h4 pedone del nero · d3 pedone del nero · e3 torre del nero · d2 donna del bianco · d1 cavallo del nero | 2 |
| 1 | b8 alfiere del bianco · d8 torre del bianco · e7 cavallo del nero · d6 cavallo del bianco · e6 pedone del nero · f6 pedone del nero · a5 torre del bianco · d5 torre del nero · e5 pedone del bianco · f5 alfiere del bianco · h5 re del bianco · a4 cavallo del bianco · d4 re del nero · h4 pedone del nero · d3 pedone del nero · e3 torre del nero · d2 donna del bianco · d1 cavallo del nero | b8 alfiere del bianco · d8 torre del bianco · e7 cavallo del nero · d6 cavallo del bianco · e6 pedone del nero · f6 pedone del nero · a5 torre del bianco · d5 torre del nero · e5 pedone del bianco · f5 alfiere del bianco · h5 re del bianco · a4 cavallo del bianco · d4 re del nero · h4 pedone del nero · d3 pedone del nero · e3 torre del nero · d2 donna del bianco · d1 cavallo del nero | b8 alfiere del bianco · d8 torre del bianco · e7 cavallo del nero · d6 cavallo del bianco · e6 pedone del nero · f6 pedone del nero · a5 torre del bianco · d5 torre del nero · e5 pedone del bianco · f5 alfiere del bianco · h5 re del bianco · a4 cavallo del bianco · d4 re del nero · h4 pedone del nero · d3 pedone del nero · e3 torre del nero · d2 donna del bianco · d1 cavallo del nero | b8 alfiere del bianco · d8 torre del bianco · e7 cavallo del nero · d6 cavallo del bianco · e6 pedone del nero · f6 pedone del nero · a5 torre del bianco · d5 torre del nero · e5 pedone del bianco · f5 alfiere del bianco · h5 re del bianco · a4 cavallo del bianco · d4 re del nero · h4 pedone del nero · d3 pedone del nero · e3 torre del nero · d2 donna del bianco · d1 cavallo del nero | b8 alfiere del bianco · d8 torre del bianco · e7 cavallo del nero · d6 cavallo del bianco · e6 pedone del nero · f6 pedone del nero · a5 torre del bianco · d5 torre del nero · e5 pedone del bianco · f5 alfiere del bianco · h5 re del bianco · a4 cavallo del bianco · d4 re del nero · h4 pedone del nero · d3 pedone del nero · e3 torre del nero · d2 donna del bianco · d1 cavallo del nero | b8 alfiere del bianco · d8 torre del bianco · e7 cavallo del nero · d6 cavallo del bianco · e6 pedone del nero · f6 pedone del nero · a5 torre del bianco · d5 torre del nero · e5 pedone del bianco · f5 alfiere del bianco · h5 re del bianco · a4 cavallo del bianco · d4 re del nero · h4 pedone del nero · d3 pedone del nero · e3 torre del nero · d2 donna del bianco · d1 cavallo del nero | b8 alfiere del bianco · d8 torre del bianco · e7 cavallo del nero · d6 cavallo del bianco · e6 pedone del nero · f6 pedone del nero · a5 torre del bianco · d5 torre del nero · e5 pedone del bianco · f5 alfiere del bianco · h5 re del bianco · a4 cavallo del bianco · d4 re del nero · h4 pedone del nero · d3 pedone del nero · e3 torre del nero · d2 donna del bianco · d1 cavallo del nero | b8 alfiere del bianco · d8 torre del bianco · e7 cavallo del nero · d6 cavallo del bianco · e6 pedone del nero · f6 pedone del nero · a5 torre del bianco · d5 torre del nero · e5 pedone del bianco · f5 alfiere del bianco · h5 re del bianco · a4 cavallo del bianco · d4 re del nero · h4 pedone del nero · d3 pedone del nero · e3 torre del nero · d2 donna del bianco · d1 cavallo del nero | 1 |
|   | a | b | c | d | e | f | g | h |   |

Soluzione:
1. Axd3 !  (min. 2. Cb5#)
1... Txd6 2. Aa7#

1... Rxe5/Tdxe5+ 2. Cf5#

1... Texe5+ 2. Af5#

|   | a | b | c | d | e | f | g | h |   |
| 8 | b7 cavallo del bianco · c7 pedone del nero · d7 pedone del nero · e7 re del nero · g7 alfiere del bianco · d6 torre del nero · e6 pedone del nero · f6 cavallo del bianco · g6 pedone del bianco · g5 torre del bianco · a4 alfiere del bianco · d4 pedone del nero · f4 pedone del nero · h4 pedone del nero · d3 re del bianco · h3 donna del bianco · d1 torre del bianco | b7 cavallo del bianco · c7 pedone del nero · d7 pedone del nero · e7 re del nero · g7 alfiere del bianco · d6 torre del nero · e6 pedone del nero · f6 cavallo del bianco · g6 pedone del bianco · g5 torre del bianco · a4 alfiere del bianco · d4 pedone del nero · f4 pedone del nero · h4 pedone del nero · d3 re del bianco · h3 donna del bianco · d1 torre del bianco | b7 cavallo del bianco · c7 pedone del nero · d7 pedone del nero · e7 re del nero · g7 alfiere del bianco · d6 torre del nero · e6 pedone del nero · f6 cavallo del bianco · g6 pedone del bianco · g5 torre del bianco · a4 alfiere del bianco · d4 pedone del nero · f4 pedone del nero · h4 pedone del nero · d3 re del bianco · h3 donna del bianco · d1 torre del bianco | b7 cavallo del bianco · c7 pedone del nero · d7 pedone del nero · e7 re del nero · g7 alfiere del bianco · d6 torre del nero · e6 pedone del nero · f6 cavallo del bianco · g6 pedone del bianco · g5 torre del bianco · a4 alfiere del bianco · d4 pedone del nero · f4 pedone del nero · h4 pedone del nero · d3 re del bianco · h3 donna del bianco · d1 torre del bianco | b7 cavallo del bianco · c7 pedone del nero · d7 pedone del nero · e7 re del nero · g7 alfiere del bianco · d6 torre del nero · e6 pedone del nero · f6 cavallo del bianco · g6 pedone del bianco · g5 torre del bianco · a4 alfiere del bianco · d4 pedone del nero · f4 pedone del nero · h4 pedone del nero · d3 re del bianco · h3 donna del bianco · d1 torre del bianco | b7 cavallo del bianco · c7 pedone del nero · d7 pedone del nero · e7 re del nero · g7 alfiere del bianco · d6 torre del nero · e6 pedone del nero · f6 cavallo del bianco · g6 pedone del bianco · g5 torre del bianco · a4 alfiere del bianco · d4 pedone del nero · f4 pedone del nero · h4 pedone del nero · d3 re del bianco · h3 donna del bianco · d1 torre del bianco | b7 cavallo del bianco · c7 pedone del nero · d7 pedone del nero · e7 re del nero · g7 alfiere del bianco · d6 torre del nero · e6 pedone del nero · f6 cavallo del bianco · g6 pedone del bianco · g5 torre del bianco · a4 alfiere del bianco · d4 pedone del nero · f4 pedone del nero · h4 pedone del nero · d3 re del bianco · h3 donna del bianco · d1 torre del bianco | b7 cavallo del bianco · c7 pedone del nero · d7 pedone del nero · e7 re del nero · g7 alfiere del bianco · d6 torre del nero · e6 pedone del nero · f6 cavallo del bianco · g6 pedone del bianco · g5 torre del bianco · a4 alfiere del bianco · d4 pedone del nero · f4 pedone del nero · h4 pedone del nero · d3 re del bianco · h3 donna del bianco · d1 torre del bianco | 8 |
| 7 | b7 cavallo del bianco · c7 pedone del nero · d7 pedone del nero · e7 re del nero · g7 alfiere del bianco · d6 torre del nero · e6 pedone del nero · f6 cavallo del bianco · g6 pedone del bianco · g5 torre del bianco · a4 alfiere del bianco · d4 pedone del nero · f4 pedone del nero · h4 pedone del nero · d3 re del bianco · h3 donna del bianco · d1 torre del bianco | b7 cavallo del bianco · c7 pedone del nero · d7 pedone del nero · e7 re del nero · g7 alfiere del bianco · d6 torre del nero · e6 pedone del nero · f6 cavallo del bianco · g6 pedone del bianco · g5 torre del bianco · a4 alfiere del bianco · d4 pedone del nero · f4 pedone del nero · h4 pedone del nero · d3 re del bianco · h3 donna del bianco · d1 torre del bianco | b7 cavallo del bianco · c7 pedone del nero · d7 pedone del nero · e7 re del nero · g7 alfiere del bianco · d6 torre del nero · e6 pedone del nero · f6 cavallo del bianco · g6 pedone del bianco · g5 torre del bianco · a4 alfiere del bianco · d4 pedone del nero · f4 pedone del nero · h4 pedone del nero · d3 re del bianco · h3 donna del bianco · d1 torre del bianco | b7 cavallo del bianco · c7 pedone del nero · d7 pedone del nero · e7 re del nero · g7 alfiere del bianco · d6 torre del nero · e6 pedone del nero · f6 cavallo del bianco · g6 pedone del bianco · g5 torre del bianco · a4 alfiere del bianco · d4 pedone del nero · f4 pedone del nero · h4 pedone del nero · d3 re del bianco · h3 donna del bianco · d1 torre del bianco | b7 cavallo del bianco · c7 pedone del nero · d7 pedone del nero · e7 re del nero · g7 alfiere del bianco · d6 torre del nero · e6 pedone del nero · f6 cavallo del bianco · g6 pedone del bianco · g5 torre del bianco · a4 alfiere del bianco · d4 pedone del nero · f4 pedone del nero · h4 pedone del nero · d3 re del bianco · h3 donna del bianco · d1 torre del bianco | b7 cavallo del bianco · c7 pedone del nero · d7 pedone del nero · e7 re del nero · g7 alfiere del bianco · d6 torre del nero · e6 pedone del nero · f6 cavallo del bianco · g6 pedone del bianco · g5 torre del bianco · a4 alfiere del bianco · d4 pedone del nero · f4 pedone del nero · h4 pedone del nero · d3 re del bianco · h3 donna del bianco · d1 torre del bianco | b7 cavallo del bianco · c7 pedone del nero · d7 pedone del nero · e7 re del nero · g7 alfiere del bianco · d6 torre del nero · e6 pedone del nero · f6 cavallo del bianco · g6 pedone del bianco · g5 torre del bianco · a4 alfiere del bianco · d4 pedone del nero · f4 pedone del nero · h4 pedone del nero · d3 re del bianco · h3 donna del bianco · d1 torre del bianco | b7 cavallo del bianco · c7 pedone del nero · d7 pedone del nero · e7 re del nero · g7 alfiere del bianco · d6 torre del nero · e6 pedone del nero · f6 cavallo del bianco · g6 pedone del bianco · g5 torre del bianco · a4 alfiere del bianco · d4 pedone del nero · f4 pedone del nero · h4 pedone del nero · d3 re del bianco · h3 donna del bianco · d1 torre del bianco | 7 |
| 6 | b7 cavallo del bianco · c7 pedone del nero · d7 pedone del nero · e7 re del nero · g7 alfiere del bianco · d6 torre del nero · e6 pedone del nero · f6 cavallo del bianco · g6 pedone del bianco · g5 torre del bianco · a4 alfiere del bianco · d4 pedone del nero · f4 pedone del nero · h4 pedone del nero · d3 re del bianco · h3 donna del bianco · d1 torre del bianco | b7 cavallo del bianco · c7 pedone del nero · d7 pedone del nero · e7 re del nero · g7 alfiere del bianco · d6 torre del nero · e6 pedone del nero · f6 cavallo del bianco · g6 pedone del bianco · g5 torre del bianco · a4 alfiere del bianco · d4 pedone del nero · f4 pedone del nero · h4 pedone del nero · d3 re del bianco · h3 donna del bianco · d1 torre del bianco | b7 cavallo del bianco · c7 pedone del nero · d7 pedone del nero · e7 re del nero · g7 alfiere del bianco · d6 torre del nero · e6 pedone del nero · f6 cavallo del bianco · g6 pedone del bianco · g5 torre del bianco · a4 alfiere del bianco · d4 pedone del nero · f4 pedone del nero · h4 pedone del nero · d3 re del bianco · h3 donna del bianco · d1 torre del bianco | b7 cavallo del bianco · c7 pedone del nero · d7 pedone del nero · e7 re del nero · g7 alfiere del bianco · d6 torre del nero · e6 pedone del nero · f6 cavallo del bianco · g6 pedone del bianco · g5 torre del bianco · a4 alfiere del bianco · d4 pedone del nero · f4 pedone del nero · h4 pedone del nero · d3 re del bianco · h3 donna del bianco · d1 torre del bianco | b7 cavallo del bianco · c7 pedone del nero · d7 pedone del nero · e7 re del nero · g7 alfiere del bianco · d6 torre del nero · e6 pedone del nero · f6 cavallo del bianco · g6 pedone del bianco · g5 torre del bianco · a4 alfiere del bianco · d4 pedone del nero · f4 pedone del nero · h4 pedone del nero · d3 re del bianco · h3 donna del bianco · d1 torre del bianco | b7 cavallo del bianco · c7 pedone del nero · d7 pedone del nero · e7 re del nero · g7 alfiere del bianco · d6 torre del nero · e6 pedone del nero · f6 cavallo del bianco · g6 pedone del bianco · g5 torre del bianco · a4 alfiere del bianco · d4 pedone del nero · f4 pedone del nero · h4 pedone del nero · d3 re del bianco · h3 donna del bianco · d1 torre del bianco | b7 cavallo del bianco · c7 pedone del nero · d7 pedone del nero · e7 re del nero · g7 alfiere del bianco · d6 torre del nero · e6 pedone del nero · f6 cavallo del bianco · g6 pedone del bianco · g5 torre del bianco · a4 alfiere del bianco · d4 pedone del nero · f4 pedone del nero · h4 pedone del nero · d3 re del bianco · h3 donna del bianco · d1 torre del bianco | b7 cavallo del bianco · c7 pedone del nero · d7 pedone del nero · e7 re del nero · g7 alfiere del bianco · d6 torre del nero · e6 pedone del nero · f6 cavallo del bianco · g6 pedone del bianco · g5 torre del bianco · a4 alfiere del bianco · d4 pedone del nero · f4 pedone del nero · h4 pedone del nero · d3 re del bianco · h3 donna del bianco · d1 torre del bianco | 6 |
| 5 | b7 cavallo del bianco · c7 pedone del nero · d7 pedone del nero · e7 re del nero · g7 alfiere del bianco · d6 torre del nero · e6 pedone del nero · f6 cavallo del bianco · g6 pedone del bianco · g5 torre del bianco · a4 alfiere del bianco · d4 pedone del nero · f4 pedone del nero · h4 pedone del nero · d3 re del bianco · h3 donna del bianco · d1 torre del bianco | b7 cavallo del bianco · c7 pedone del nero · d7 pedone del nero · e7 re del nero · g7 alfiere del bianco · d6 torre del nero · e6 pedone del nero · f6 cavallo del bianco · g6 pedone del bianco · g5 torre del bianco · a4 alfiere del bianco · d4 pedone del nero · f4 pedone del nero · h4 pedone del nero · d3 re del bianco · h3 donna del bianco · d1 torre del bianco | b7 cavallo del bianco · c7 pedone del nero · d7 pedone del nero · e7 re del nero · g7 alfiere del bianco · d6 torre del nero · e6 pedone del nero · f6 cavallo del bianco · g6 pedone del bianco · g5 torre del bianco · a4 alfiere del bianco · d4 pedone del nero · f4 pedone del nero · h4 pedone del nero · d3 re del bianco · h3 donna del bianco · d1 torre del bianco | b7 cavallo del bianco · c7 pedone del nero · d7 pedone del nero · e7 re del nero · g7 alfiere del bianco · d6 torre del nero · e6 pedone del nero · f6 cavallo del bianco · g6 pedone del bianco · g5 torre del bianco · a4 alfiere del bianco · d4 pedone del nero · f4 pedone del nero · h4 pedone del nero · d3 re del bianco · h3 donna del bianco · d1 torre del bianco | b7 cavallo del bianco · c7 pedone del nero · d7 pedone del nero · e7 re del nero · g7 alfiere del bianco · d6 torre del nero · e6 pedone del nero · f6 cavallo del bianco · g6 pedone del bianco · g5 torre del bianco · a4 alfiere del bianco · d4 pedone del nero · f4 pedone del nero · h4 pedone del nero · d3 re del bianco · h3 donna del bianco · d1 torre del bianco | b7 cavallo del bianco · c7 pedone del nero · d7 pedone del nero · e7 re del nero · g7 alfiere del bianco · d6 torre del nero · e6 pedone del nero · f6 cavallo del bianco · g6 pedone del bianco · g5 torre del bianco · a4 alfiere del bianco · d4 pedone del nero · f4 pedone del nero · h4 pedone del nero · d3 re del bianco · h3 donna del bianco · d1 torre del bianco | b7 cavallo del bianco · c7 pedone del nero · d7 pedone del nero · e7 re del nero · g7 alfiere del bianco · d6 torre del nero · e6 pedone del nero · f6 cavallo del bianco · g6 pedone del bianco · g5 torre del bianco · a4 alfiere del bianco · d4 pedone del nero · f4 pedone del nero · h4 pedone del nero · d3 re del bianco · h3 donna del bianco · d1 torre del bianco | b7 cavallo del bianco · c7 pedone del nero · d7 pedone del nero · e7 re del nero · g7 alfiere del bianco · d6 torre del nero · e6 pedone del nero · f6 cavallo del bianco · g6 pedone del bianco · g5 torre del bianco · a4 alfiere del bianco · d4 pedone del nero · f4 pedone del nero · h4 pedone del nero · d3 re del bianco · h3 donna del bianco · d1 torre del bianco | 5 |
| 4 | b7 cavallo del bianco · c7 pedone del nero · d7 pedone del nero · e7 re del nero · g7 alfiere del bianco · d6 torre del nero · e6 pedone del nero · f6 cavallo del bianco · g6 pedone del bianco · g5 torre del bianco · a4 alfiere del bianco · d4 pedone del nero · f4 pedone del nero · h4 pedone del nero · d3 re del bianco · h3 donna del bianco · d1 torre del bianco | b7 cavallo del bianco · c7 pedone del nero · d7 pedone del nero · e7 re del nero · g7 alfiere del bianco · d6 torre del nero · e6 pedone del nero · f6 cavallo del bianco · g6 pedone del bianco · g5 torre del bianco · a4 alfiere del bianco · d4 pedone del nero · f4 pedone del nero · h4 pedone del nero · d3 re del bianco · h3 donna del bianco · d1 torre del bianco | b7 cavallo del bianco · c7 pedone del nero · d7 pedone del nero · e7 re del nero · g7 alfiere del bianco · d6 torre del nero · e6 pedone del nero · f6 cavallo del bianco · g6 pedone del bianco · g5 torre del bianco · a4 alfiere del bianco · d4 pedone del nero · f4 pedone del nero · h4 pedone del nero · d3 re del bianco · h3 donna del bianco · d1 torre del bianco | b7 cavallo del bianco · c7 pedone del nero · d7 pedone del nero · e7 re del nero · g7 alfiere del bianco · d6 torre del nero · e6 pedone del nero · f6 cavallo del bianco · g6 pedone del bianco · g5 torre del bianco · a4 alfiere del bianco · d4 pedone del nero · f4 pedone del nero · h4 pedone del nero · d3 re del bianco · h3 donna del bianco · d1 torre del bianco | b7 cavallo del bianco · c7 pedone del nero · d7 pedone del nero · e7 re del nero · g7 alfiere del bianco · d6 torre del nero · e6 pedone del nero · f6 cavallo del bianco · g6 pedone del bianco · g5 torre del bianco · a4 alfiere del bianco · d4 pedone del nero · f4 pedone del nero · h4 pedone del nero · d3 re del bianco · h3 donna del bianco · d1 torre del bianco | b7 cavallo del bianco · c7 pedone del nero · d7 pedone del nero · e7 re del nero · g7 alfiere del bianco · d6 torre del nero · e6 pedone del nero · f6 cavallo del bianco · g6 pedone del bianco · g5 torre del bianco · a4 alfiere del bianco · d4 pedone del nero · f4 pedone del nero · h4 pedone del nero · d3 re del bianco · h3 donna del bianco · d1 torre del bianco | b7 cavallo del bianco · c7 pedone del nero · d7 pedone del nero · e7 re del nero · g7 alfiere del bianco · d6 torre del nero · e6 pedone del nero · f6 cavallo del bianco · g6 pedone del bianco · g5 torre del bianco · a4 alfiere del bianco · d4 pedone del nero · f4 pedone del nero · h4 pedone del nero · d3 re del bianco · h3 donna del bianco · d1 torre del bianco | b7 cavallo del bianco · c7 pedone del nero · d7 pedone del nero · e7 re del nero · g7 alfiere del bianco · d6 torre del nero · e6 pedone del nero · f6 cavallo del bianco · g6 pedone del bianco · g5 torre del bianco · a4 alfiere del bianco · d4 pedone del nero · f4 pedone del nero · h4 pedone del nero · d3 re del bianco · h3 donna del bianco · d1 torre del bianco | 4 |
| 3 | b7 cavallo del bianco · c7 pedone del nero · d7 pedone del nero · e7 re del nero · g7 alfiere del bianco · d6 torre del nero · e6 pedone del nero · f6 cavallo del bianco · g6 pedone del bianco · g5 torre del bianco · a4 alfiere del bianco · d4 pedone del nero · f4 pedone del nero · h4 pedone del nero · d3 re del bianco · h3 donna del bianco · d1 torre del bianco | b7 cavallo del bianco · c7 pedone del nero · d7 pedone del nero · e7 re del nero · g7 alfiere del bianco · d6 torre del nero · e6 pedone del nero · f6 cavallo del bianco · g6 pedone del bianco · g5 torre del bianco · a4 alfiere del bianco · d4 pedone del nero · f4 pedone del nero · h4 pedone del nero · d3 re del bianco · h3 donna del bianco · d1 torre del bianco | b7 cavallo del bianco · c7 pedone del nero · d7 pedone del nero · e7 re del nero · g7 alfiere del bianco · d6 torre del nero · e6 pedone del nero · f6 cavallo del bianco · g6 pedone del bianco · g5 torre del bianco · a4 alfiere del bianco · d4 pedone del nero · f4 pedone del nero · h4 pedone del nero · d3 re del bianco · h3 donna del bianco · d1 torre del bianco | b7 cavallo del bianco · c7 pedone del nero · d7 pedone del nero · e7 re del nero · g7 alfiere del bianco · d6 torre del nero · e6 pedone del nero · f6 cavallo del bianco · g6 pedone del bianco · g5 torre del bianco · a4 alfiere del bianco · d4 pedone del nero · f4 pedone del nero · h4 pedone del nero · d3 re del bianco · h3 donna del bianco · d1 torre del bianco | b7 cavallo del bianco · c7 pedone del nero · d7 pedone del nero · e7 re del nero · g7 alfiere del bianco · d6 torre del nero · e6 pedone del nero · f6 cavallo del bianco · g6 pedone del bianco · g5 torre del bianco · a4 alfiere del bianco · d4 pedone del nero · f4 pedone del nero · h4 pedone del nero · d3 re del bianco · h3 donna del bianco · d1 torre del bianco | b7 cavallo del bianco · c7 pedone del nero · d7 pedone del nero · e7 re del nero · g7 alfiere del bianco · d6 torre del nero · e6 pedone del nero · f6 cavallo del bianco · g6 pedone del bianco · g5 torre del bianco · a4 alfiere del bianco · d4 pedone del nero · f4 pedone del nero · h4 pedone del nero · d3 re del bianco · h3 donna del bianco · d1 torre del bianco | b7 cavallo del bianco · c7 pedone del nero · d7 pedone del nero · e7 re del nero · g7 alfiere del bianco · d6 torre del nero · e6 pedone del nero · f6 cavallo del bianco · g6 pedone del bianco · g5 torre del bianco · a4 alfiere del bianco · d4 pedone del nero · f4 pedone del nero · h4 pedone del nero · d3 re del bianco · h3 donna del bianco · d1 torre del bianco | b7 cavallo del bianco · c7 pedone del nero · d7 pedone del nero · e7 re del nero · g7 alfiere del bianco · d6 torre del nero · e6 pedone del nero · f6 cavallo del bianco · g6 pedone del bianco · g5 torre del bianco · a4 alfiere del bianco · d4 pedone del nero · f4 pedone del nero · h4 pedone del nero · d3 re del bianco · h3 donna del bianco · d1 torre del bianco | 3 |
| 2 | b7 cavallo del bianco · c7 pedone del nero · d7 pedone del nero · e7 re del nero · g7 alfiere del bianco · d6 torre del nero · e6 pedone del nero · f6 cavallo del bianco · g6 pedone del bianco · g5 torre del bianco · a4 alfiere del bianco · d4 pedone del nero · f4 pedone del nero · h4 pedone del nero · d3 re del bianco · h3 donna del bianco · d1 torre del bianco | b7 cavallo del bianco · c7 pedone del nero · d7 pedone del nero · e7 re del nero · g7 alfiere del bianco · d6 torre del nero · e6 pedone del nero · f6 cavallo del bianco · g6 pedone del bianco · g5 torre del bianco · a4 alfiere del bianco · d4 pedone del nero · f4 pedone del nero · h4 pedone del nero · d3 re del bianco · h3 donna del bianco · d1 torre del bianco | b7 cavallo del bianco · c7 pedone del nero · d7 pedone del nero · e7 re del nero · g7 alfiere del bianco · d6 torre del nero · e6 pedone del nero · f6 cavallo del bianco · g6 pedone del bianco · g5 torre del bianco · a4 alfiere del bianco · d4 pedone del nero · f4 pedone del nero · h4 pedone del nero · d3 re del bianco · h3 donna del bianco · d1 torre del bianco | b7 cavallo del bianco · c7 pedone del nero · d7 pedone del nero · e7 re del nero · g7 alfiere del bianco · d6 torre del nero · e6 pedone del nero · f6 cavallo del bianco · g6 pedone del bianco · g5 torre del bianco · a4 alfiere del bianco · d4 pedone del nero · f4 pedone del nero · h4 pedone del nero · d3 re del bianco · h3 donna del bianco · d1 torre del bianco | b7 cavallo del bianco · c7 pedone del nero · d7 pedone del nero · e7 re del nero · g7 alfiere del bianco · d6 torre del nero · e6 pedone del nero · f6 cavallo del bianco · g6 pedone del bianco · g5 torre del bianco · a4 alfiere del bianco · d4 pedone del nero · f4 pedone del nero · h4 pedone del nero · d3 re del bianco · h3 donna del bianco · d1 torre del bianco | b7 cavallo del bianco · c7 pedone del nero · d7 pedone del nero · e7 re del nero · g7 alfiere del bianco · d6 torre del nero · e6 pedone del nero · f6 cavallo del bianco · g6 pedone del bianco · g5 torre del bianco · a4 alfiere del bianco · d4 pedone del nero · f4 pedone del nero · h4 pedone del nero · d3 re del bianco · h3 donna del bianco · d1 torre del bianco | b7 cavallo del bianco · c7 pedone del nero · d7 pedone del nero · e7 re del nero · g7 alfiere del bianco · d6 torre del nero · e6 pedone del nero · f6 cavallo del bianco · g6 pedone del bianco · g5 torre del bianco · a4 alfiere del bianco · d4 pedone del nero · f4 pedone del nero · h4 pedone del nero · d3 re del bianco · h3 donna del bianco · d1 torre del bianco | b7 cavallo del bianco · c7 pedone del nero · d7 pedone del nero · e7 re del nero · g7 alfiere del bianco · d6 torre del nero · e6 pedone del nero · f6 cavallo del bianco · g6 pedone del bianco · g5 torre del bianco · a4 alfiere del bianco · d4 pedone del nero · f4 pedone del nero · h4 pedone del nero · d3 re del bianco · h3 donna del bianco · d1 torre del bianco | 2 |
| 1 | b7 cavallo del bianco · c7 pedone del nero · d7 pedone del nero · e7 re del nero · g7 alfiere del bianco · d6 torre del nero · e6 pedone del nero · f6 cavallo del bianco · g6 pedone del bianco · g5 torre del bianco · a4 alfiere del bianco · d4 pedone del nero · f4 pedone del nero · h4 pedone del nero · d3 re del bianco · h3 donna del bianco · d1 torre del bianco | b7 cavallo del bianco · c7 pedone del nero · d7 pedone del nero · e7 re del nero · g7 alfiere del bianco · d6 torre del nero · e6 pedone del nero · f6 cavallo del bianco · g6 pedone del bianco · g5 torre del bianco · a4 alfiere del bianco · d4 pedone del nero · f4 pedone del nero · h4 pedone del nero · d3 re del bianco · h3 donna del bianco · d1 torre del bianco | b7 cavallo del bianco · c7 pedone del nero · d7 pedone del nero · e7 re del nero · g7 alfiere del bianco · d6 torre del nero · e6 pedone del nero · f6 cavallo del bianco · g6 pedone del bianco · g5 torre del bianco · a4 alfiere del bianco · d4 pedone del nero · f4 pedone del nero · h4 pedone del nero · d3 re del bianco · h3 donna del bianco · d1 torre del bianco | b7 cavallo del bianco · c7 pedone del nero · d7 pedone del nero · e7 re del nero · g7 alfiere del bianco · d6 torre del nero · e6 pedone del nero · f6 cavallo del bianco · g6 pedone del bianco · g5 torre del bianco · a4 alfiere del bianco · d4 pedone del nero · f4 pedone del nero · h4 pedone del nero · d3 re del bianco · h3 donna del bianco · d1 torre del bianco | b7 cavallo del bianco · c7 pedone del nero · d7 pedone del nero · e7 re del nero · g7 alfiere del bianco · d6 torre del nero · e6 pedone del nero · f6 cavallo del bianco · g6 pedone del bianco · g5 torre del bianco · a4 alfiere del bianco · d4 pedone del nero · f4 pedone del nero · h4 pedone del nero · d3 re del bianco · h3 donna del bianco · d1 torre del bianco | b7 cavallo del bianco · c7 pedone del nero · d7 pedone del nero · e7 re del nero · g7 alfiere del bianco · d6 torre del nero · e6 pedone del nero · f6 cavallo del bianco · g6 pedone del bianco · g5 torre del bianco · a4 alfiere del bianco · d4 pedone del nero · f4 pedone del nero · h4 pedone del nero · d3 re del bianco · h3 donna del bianco · d1 torre del bianco | b7 cavallo del bianco · c7 pedone del nero · d7 pedone del nero · e7 re del nero · g7 alfiere del bianco · d6 torre del nero · e6 pedone del nero · f6 cavallo del bianco · g6 pedone del bianco · g5 torre del bianco · a4 alfiere del bianco · d4 pedone del nero · f4 pedone del nero · h4 pedone del nero · d3 re del bianco · h3 donna del bianco · d1 torre del bianco | b7 cavallo del bianco · c7 pedone del nero · d7 pedone del nero · e7 re del nero · g7 alfiere del bianco · d6 torre del nero · e6 pedone del nero · f6 cavallo del bianco · g6 pedone del bianco · g5 torre del bianco · a4 alfiere del bianco · d4 pedone del nero · f4 pedone del nero · h4 pedone del nero · d3 re del bianco · h3 donna del bianco · d1 torre del bianco | 1 |
|   | a | b | c | d | e | f | g | h |   |

Soluzione:
 1. Td5 !  (min. 2. Dxe6+ Txe6 3. Txd7#)

  2... dxe6 3. Cg8# -  2... Rxe6 3. Te1#
1... Txd5  2. Cxd5+ exd5  3. Dxd7#

1... e5   2. Dxd7+ Txd7  3. Txe5#

1... exd5  2. Dxd7+ Txd7  3. Te1#